# Adolf Grabowsky
Pour les articles homonymes, voir Grabowsky.
Adolf Grabowsky, né le 31 août 1880 à Berlin et mort le 23 août 1969 à Arlesheim, est un politologue allemand, théoricien de la géopolitique et auteur. 